# Katzenjammer (banda)
Katzenjammer é uma banda da Noruega de pop rock, formada em Oslo em 2005.

## Histórico

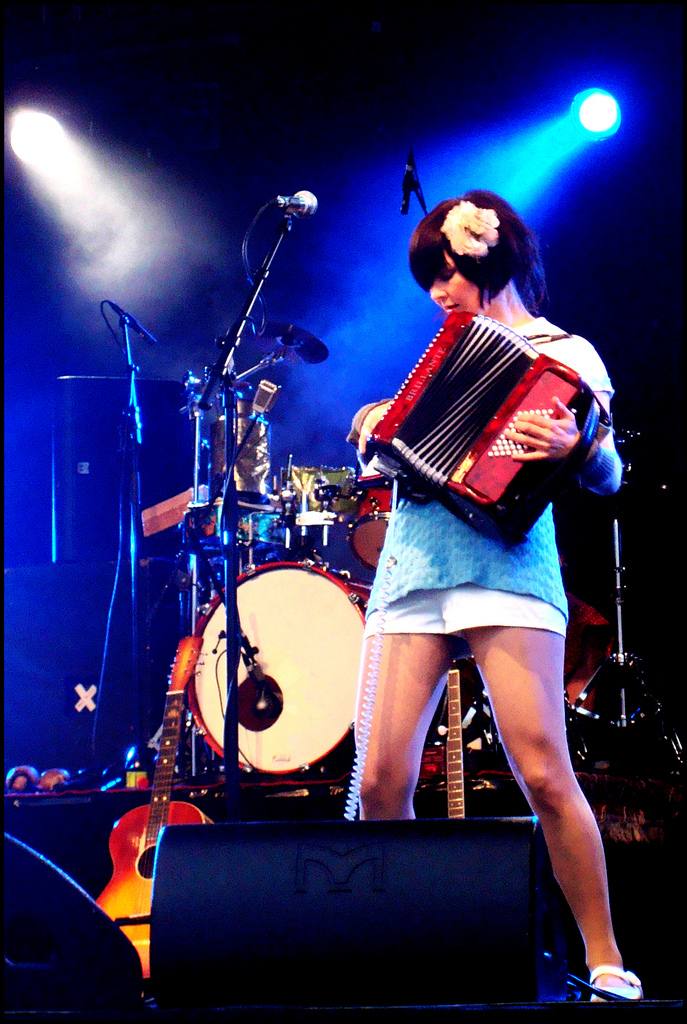
Picture taken during Katzenjammer concert at the Tahiti festival in Kristiansund, Norway

Misturando os estilos música folk, pop, rock, country e música balkan. Tem 4 integrantes na banda( Anne Marit Bergheim, Marianne Sveen, Solveig Heilo e Turid Jørgensen) , formada em 2005 usando diversos instrumentos como acordeão, mandolin, violão, piano, balalaica, xilofone, trompete, bateria e banjo. Até agora usaram mais de 16 instrumentos diferentes, dos quais alguns muito incomuns para bandas. 
Em 2008 a banda foi escolhida como uma das finalistas na competição anual da emissora norueguesa NRK para novos artistas, ficando no terceiro lugar com a canção A Bar in Amsterdam. 
O vídeo da música foi feito pela celebridade do youtube, Lasse Gjertsen. Foi lançado o álbum Le Pop em setembro de 2008, e receberam a classificação de "novatos do ano" pelo equivalente norueguês do Grammy. Em março de 2010 lançaram seu segundo single, Tea with Cinnamon.